# Rudolf Horváth
Rudolf Horváth (* 28. červen 1947, Prešov) je vědecký a pedagogický pracovník, sportovní funkcionář, bývalý reprezentant Československa v házené a komunální politik. Je ženatý a má dvě děti.

## Profesionální kariéra
- 1974 – absolvoval Fakultu tělesné výchovy a sportu na Univerzitě Komenského v Bratislavě
- 1974 – 1975 – Středisko vrcholového sportu Košice, vedoucí mládeže
- 1975 – získal titul PhDr. na Fakultě tělesné výchovy a sportu UK v Bratislavě
- 1975 – 1986 – ČSTV – okresní výbor Prešov, tajemník
- 1986 – získal titul CSc. na Fakultě tělesné výchovy a sportu UK v Bratislavě
- 1986 – 1990 – ČSTV – krajský výbor Košice, tajemník
- 1989 – získal titul docent na Fakultě tělesné výchovy a sportu UK v Bratislavě
- 1990 – 1997 – Katedra Tělesné výchovy a sportu na Univerzitě Pavla Jozefa Šafaríka v Košicích, docent
- 1997 – 2000 – Pedagogická fakulta univerzity v Prešově, proděkan
- 1997 – 2000 – člen Rady vysokých škol SR
- 2000 – 2002 – Katedra Tělesné výchovy a sportu na Prešovské univerzitě v Prešově, docent
- 2004 – byl jmenován profesorem na Univerzitě Matěje Bela v Banskej Bystrici

## Sportovní činnost
- 1965 – 1975 – prvoligový hráč házené v Tatranu Prešov a Dukle Praha
- 1967 – 1975 – reprezentant Československa v házené
- 1967 – titul mistra světa na MS mužů ve Švédsku v házené
- 1988 – 1992 – předseda ČSFH Praha
- 1990 – 1992 – člen výkonného výboru ČSOV Praha
- 1992 – člen československé olympijské mise na LOH v Barceloně
- 1992 – 1993 – roční pobyt v Kataru jako sportovní expert a trenér házené
- 1994 – 1995 – trenér prvoligového družstva žen ZVL Prešov
- 1990 – dosud – člen Slovenské olympijské akademie při SOV Bratislava

## Komunální politika
- 2001 – 2005 – působil jako poslanec zastupitelstva Prešovského samosprávného kraje. Byl zvolen jako člen SMER - sociální demokracie za koalici HZDS, SMER v okrese Prešov. V roce 2002 ho krajské zastupitelstvo zvolilo do funkce místopředsedy samosprávného kraje. V této funkci působil až do roku 2005. Ve volbách do krajského zastupitelstva v roce 2005 nekandidoval.